# Lijst van gemeentelijke monumenten in Stevensweert
De plaats Stevensweert heeft 19 gemeentelijke monumenten. Hieronder een overzicht:
| Object                                                                    | Bouwjaar                                   | Architect | Locatie                    | Coördinaten                  | Nr.           | Afbeelding                                                              |
| ------------------------------------------------------------------------- | ------------------------------------------ | --------- | -------------------------- | ---------------------------- | ------------- | ----------------------------------------------------------------------- |
| Boerderij, traditionele stijl                                             | 18e-eeuws                                  |           | Bilt 19                    | 51° 7' 42" NB, 5° 51' 16" OL | 1641/wikinr58 | Boerderij, traditionele stijl                                           |
| Devotiekapel, traditionele bouwtrant                                      | ca. 1915                                   |           | Brandt bij 14              | 51° 8' 13" NB, 5° 51' 41" OL | 1641/wikinr59 | Upload foto                                                             |
| Voormalig brugwachterswoning, brouwerij en café, traditionele bouwstijl   |                                            |           | Eiland 34                  | 51° 7' 52" NB, 5° 51' 45" OL | 1641/wikinr61 | Voormalig brugwachterswoning, brouwerij en café, traditionele bouwstijl |
| St.-Rochuskapel, traditionele bouwtrant                                   | ca. 1919                                   |           | Eiland bij 15              | 51° 7' 53" NB, 5° 51' 25" OL | 1641/wikinr60 | Meer afbeeldingen                                                       |
| Voormalig schoolgebouw, traditionele stijl                                |                                            |           | Jan van Steffeswertplein 1 | 51° 7' 55" NB, 5° 50' 39" OL | 1641/wikinr76 | Voormalig schoolgebouw, traditionele stijl                              |
| Woonhuis, traditionele stijl                                              | late 18e eeuw                              |           | Kazernestraat 3            | 51° 7' 50" NB, 5° 50' 46" OL | 1641/wikinr62 | Woonhuis, traditionele stijl                                            |
| Woonhuis, traditionele stijl                                              | 1798                                       |           | Kazernestraat 4            | 51° 7' 50" NB, 5° 50' 45" OL | 1641/wikinr63 | Woonhuis, traditionele stijl                                            |
| De Wacht, wachthuisje en douanekantoor, met grenspaal. Traditionele stijl |                                            |           | Maaspoort 7                | 51° 7' 55" NB, 5° 50' 34" OL | 1641/wikinr64 | Meer afbeeldingen                                                       |
| Woonhuis, traditionele stijl                                              | vroeg-19e-eeuws                            |           | Mandenmakersstraat 10      | 51° 7' 56" NB, 5° 50' 46" OL | 1641/wikinr65 | Woonhuis, traditionele stijl                                            |
| Patriciërswoning, traditionele stijl                                      |                                            |           | Markt 2-3                  | 51° 7' 51" NB, 5° 50' 46" OL | 1641/wikinr66 | Meer afbeeldingen                                                       |
| Voormalige boerderij, traditionele stijl                                  |                                            |           | Molenstraat-Noord 2        | 51° 7' 54" NB, 5° 50' 47" OL | 1641/wikinr67 | Voormalige boerderij, traditionele stijl                                |
| Voormalige zuivelfabriek, traditionele stijl                              |                                            |           | Molenstraat-Zuid 9a en b   | 51° 7' 47" NB, 5° 50' 41" OL | 1641/wikinr68 | Voormalige zuivelfabriek, traditionele stijl                            |
| Woonhuis, traditionele stijl                                              | ca. 1900                                   |           | Rulkenstraat 13            | 51° 7' 51" NB, 5° 50' 41" OL | 1641/wikinr69 | Woonhuis, traditionele stijl                                            |
| Woonhuis, traditionele stijl                                              | 19e eeuw metoudere kern                    |           | Singelstraat-Noord 4       | 51° 7' 56" NB, 5° 50' 42" OL | 1641/wikinr70 | Upload foto                                                             |
| Woonhuis (nabij brouwerij), traditionele stijl                            |                                            |           | Singelstraat-West 4        | 51° 7' 53" NB, 5° 50' 39" OL | 1641/wikinr71 | Meer afbeeldingen                                                       |
| Woonhuis en bedrijfspand, traditionele stijl,                             | midden-19e-eeuws, verbouwing ca. 1900      |           | Smeestraat 2               | 51° 7' 51" NB, 5° 50' 47" OL | 1641/wikinr72 | Woonhuis en bedrijfspand, traditionele stijl,                           |
| Voormalige boerderij en woonhuis                                          | 19e-eeuws, na brand in 1909 deels verbouwd |           | Veldstraat- Oost 4 en 6    | 51° 7' 51" NB, 5° 50' 49" OL | 1641/wikinr73 | Voormalige boerderij en woonhuis                                        |
| Voormalige boerderij en woning, traditionele stijl                        |                                            |           | Veldstraat-Oost 11a en 13  | 51° 7' 52" NB, 5° 50' 50" OL | 1641/wikinr75 | Voormalige boerderij en woning, traditionele stijl                      |
| Woonhuis en café, traditionele stijl                                      | 18e eeuw, ca. 1895 verbouwd                |           | Veldstraat-Oost 8          | 51° 7' 51" NB, 5° 50' 49" OL | 1641/wikinr74 | Woonhuis en café, traditionele stijl                                    |